# Morpho lilanae
Morpho lilanae är en fjärilsart som beskrevs av Le Moult 1927. Morpho lilanae ingår i släktet Morpho och familjen praktfjärilar. Inga underarter finns listade i Catalogue of Life.